# مبرهنة فيرما (للنقاط القصوى)

في حساب التفاضل والتكامل، مبرهنة فيرما تنص على انه إذا كانت دالّة قابلة للاشتقاق في نقطة معيّنة، وفي نفس هذه النقطة توجد للدالة نقطة قصوى (نهاية عظمى أو صغرى)، فإن قيمة المشتقة في هذه النقطة صفر. بكلمات أخرى، يكون مماس الدالة في هذه النقطة موازيًا للمحور الافقي.
هذه ليست المبرهنة الشهيرة والمعروفة لفيرما (المبرهنة الاخيرة لفيرما).

## تحذير
يجب الانتباه إلى ان مبرهنة فيرما لا تنص على انه إذا كانت قيمة المشتقة صفرا في نقطة داخل مجال التعريف فان هذه النقطة هي نقطة قصوى، أي بكلمات أخرى الشرط ان المشتقة صفرًا شرط ضروري (لدالّة قابلة للاشتقاق في مجال معروف) لكنه ليس كافيا.

## نصّ المبرهنة
لنفرض أنّ {\displaystyle \ f} دالّة معرّفة في القطعة {\displaystyle \left(a,b\right)} ولنفرض ايضًا انّ {\displaystyle c\in (a,b)} نقطة قصوى (نهاية عظمى أو صغرى) فيها الدالّة قابلة للاشتقاق، اذًا فيتحقق {\displaystyle f'\left(c\right)=0}.

## برهان
نبرهن في حالة تكون فيها {\displaystyle \ c} نقطة نهاية عظمى. البرهان للحالة الثانيّة مشابه.
بما انّ - {\displaystyle \ c} نقطة نهاية عظمى، اذًا فهناك مجال {\displaystyle \ U=(c-\delta ,c+\delta )} كلّه داخل القطعة {\displaystyle \ (a,b)}، حيث انّه لكل {\displaystyle x\in U} يتحقّق {\displaystyle f(x)\leq f(c)}. ومن هنا فلكل {\displaystyle \ \Delta x} الّذي يحقّق {\displaystyle c+\Delta x\in U} يتحقّق {\displaystyle f(c+\Delta x)\leq f(c)}.
الآن ننظر إلى مشتقّة الدالّة من اليسار واليمين بالنقطة {\displaystyle \ c}:
{\displaystyle f'_{+}(c)=\lim _{\Delta x\to 0^{+}}{\frac {f(c+\Delta x)-f(c)}{\Delta x}}\leq 0}
هذا صحيح لأنّ البسط دائمًا سالب أو صفر، كما رأينا، والمقام دائمًا موجب، لأن التقارب للصفر هو من اليمين.
بينما:
{\displaystyle f'_{-}(c)=\lim _{\Delta x\to 0^{-}}{\frac {f(c+\Delta x)-f(c)}{\Delta x}}\geq 0}
لأنه في هذه الحالة المقام دائمًا سالب.
لذلك وبما انّ الدالة قابلة للأشتقاق في النقطة {\displaystyle \ c}، فيتحقق {\displaystyle f'_{-}\left(c\right)=f'_{+}(c)} ولهذا بالتأكيد {\displaystyle f'\left(c\right)=0}.